# Rativates evadens
Rativates evadens es la única especie conocida del género extinto Rativates de dinosaurio terópodo ornitomímido, que vivió a finales del período Cretácico, hace  aproximadamente entre 77 y 75 millones de años, durante el Campaniense, en lo que es hoy Norteamérica. Es conocido de restos hallados en la Formación Dinosaur Park en Canadá. La especie tipo y única descrita es Rativates evadens.

## Descripción
El espécimen conocido de Rativates era un individuo subadulto o adulto de al menos ocho años de edad, como fue demostrado en el examen de las líneas de crecimiento detenido en una sección delgada del fémur derecho. Era pequeño para un ornitomímido, al tener apenas el 50% del tamaño de los mayores individuos de Struthiomimus. 
Los autores identificaron cuatro autapomorfias, o rasgos únicos derivados, que distinguen a Rativates de otros ornitomímidos: la parte del maxilar en contacto con el yugal es relativamente corta y se localiza posteroventralmente; las vértebras de la cola en frente del punto de transición (en el cual las vértebras de la cola se vuelven abruptamente más delgadas y alargadas) tienen espinas neurales en forma de montículo inusualmente cortas en vista horizontal; las dos mitades del isquion están enteramente fusionadas entre sí, sin ninguna fisura entre los ejes derecho e izquierdo en su superficie posterior; y el borde flexor del tercer metatarsiano es recto, no cóncavo como en otros ornitomímidos.
Adicionalmente, los autores también señalaron otros rasgos que lo distinguen de otros ornitomímidos contemporáneos. A diferencia de Struthiomimus, la parte anterior del ilion se extiende hacia adelante hasta alcanzar el extremo del eje púbico, y el borde medio del tercer metatarsiano es más recto. En comparación con Ornithomimus, la fenestra anteorbital es proporcionalmente más corta. Finalmente, Rativates es más pequeño que un ornitomímido sin nombrar de Dinosaur Park, y difiere además en la anatomía de sus unguales.

## Descubrimiento e investigación
En 1934, Levi Sternberg descubrió el esqueleto de un pequeño ornitomímido en la Cantera N° 028 cerca del río Red Deer en el área del actual Parque Provincial de los Dinosaurios en Alberta, Canadá. En 1950, él consideró que era un espécimen de Struthiomimus. En 1972, Dale Alan Russell refirió formalmente este espécimen a Struthiomimus altus; Russell basó parcialmente su reconstrucción de S. altus en el cráneo de este ejemplar. El resto del esqueleto no fue descrito hasta 2016.
En 2016, la especie tipo Rativates evadens fue nombrada y descrita por Bradley McFeeters, Michael J. Ryan, Claudia Schröder-Adams y Thomas M. Cullen. El nombre del género se deriva del latín ratis, "balsa", en referencia al grupo de aves Ratites, y vates, "vidente", ya que los ornitomímidos fueron como un presagio de la futura existencia de las Ratites a las que se asemejaban. El nombre de la especie evadens significa "evasor" en latín, en referencia a la habilidad de correr rápidamente del animal para evadir a sus depredadores y también por haber evadido durante ochenta años su reconocimiento como una especie separada.
El espécimen holotipo, ROM 1790, fue hallado en una capa inferior de la Formación Dinosaur Park, la cual data de finales del Campaniense. Este consiste de un esqueleto parcial, incluyendo el hocico, la zona frontal de las mandíbulas, la última vértebra dorsal, seis vértebras del sacro, quince vértebras frontales de la cola que pueden o no haber formado una serie natural, la pelvis completa, y las extremidades posteriores (con excepción de la parte inferior del pie derecho). La mayor parte de los huesos están dañados y comprimidos. Forman parte de la colección del Museo Real de Ontario.

## Clasificación
Un análisis filogenético fue realizado basándose en un conjunto de datos usados en la descripción de un ornitomímido de Bissekty, en Uzbekistán. En este análisis se encontró que Rativates terminaba en una politomía junto con otros ornitomímidos avanzados, lo cual es consistente con una única radiación evolutiva de ornitomímidos en el antiguo continente de Laramidia durante el Campaniense.

### Filogenia
|  | Sinornithomimus dongi |
|  | |
|  | Gallimimus bullatus |
|  | |
|  | \| \| Rativates evadens \| \| \| \| \| \| Struthiomimus altus \| \| \| \| \| \| Qiupalong henanensis \| \| \| \| \| \| Ansermimimus planinychus \| \| \| \| \| \| Ornithomimus edmontonicus \| \| \| \| |
|  | |
|  | Rativates evadens |
|  | |
|  | Struthiomimus altus |
|  | |
|  | Qiupalong henanensis |
|  | |
|  | Ansermimimus planinychus |
|  | |
|  | Ornithomimus edmontonicus |
|  | |

|  | Rativates evadens         |
|  |                           |
|  | Struthiomimus altus       |
|  |                           |
|  | Qiupalong henanensis      |
|  |                           |
|  | Ansermimimus planinychus  |
|  |                           |
|  | Ornithomimus edmontonicus |
|  |                           |

|  | Sinornithomimus dongi |
|  | |
|  | Gallimimus bullatus |
|  | |
|  | \| \| Rativates evadens \| \| \| \| \| \| Struthiomimus altus \| \| \| \| \| \| Qiupalong henanensis \| \| \| \| \| \| Ansermimimus planinychus \| \| \| \| \| \| Ornithomimus edmontonicus \| \| \| \| |
|  | |
|  | Rativates evadens |
|  | |
|  | Struthiomimus altus |
|  | |
|  | Qiupalong henanensis |
|  | |
|  | Ansermimimus planinychus |
|  | |
|  | Ornithomimus edmontonicus |
|  | |

|  | Rativates evadens         |
|  |                           |
|  | Struthiomimus altus       |
|  |                           |
|  | Qiupalong henanensis      |
|  |                           |
|  | Ansermimimus planinychus  |
|  |                           |
|  | Ornithomimus edmontonicus |
|  |                           |

|  | Sinornithomimus dongi |
|  | |
|  | Gallimimus bullatus |
|  | |
|  | \| \| Rativates evadens \| \| \| \| \| \| Struthiomimus altus \| \| \| \| \| \| Qiupalong henanensis \| \| \| \| \| \| Ansermimimus planinychus \| \| \| \| \| \| Ornithomimus edmontonicus \| \| \| \| |
|  | |
|  | Rativates evadens |
|  | |
|  | Struthiomimus altus |
|  | |
|  | Qiupalong henanensis |
|  | |
|  | Ansermimimus planinychus |
|  | |
|  | Ornithomimus edmontonicus |
|  | |

|  | Rativates evadens         |
|  |                           |
|  | Struthiomimus altus       |
|  |                           |
|  | Qiupalong henanensis      |
|  |                           |
|  | Ansermimimus planinychus  |
|  |                           |
|  | Ornithomimus edmontonicus |
|  |                           |

|  | Sinornithomimus dongi |
|  | |
|  | Gallimimus bullatus |
|  | |
|  | \| \| Rativates evadens \| \| \| \| \| \| Struthiomimus altus \| \| \| \| \| \| Qiupalong henanensis \| \| \| \| \| \| Ansermimimus planinychus \| \| \| \| \| \| Ornithomimus edmontonicus \| \| \| \| |
|  | |
|  | Rativates evadens |
|  | |
|  | Struthiomimus altus |
|  | |
|  | Qiupalong henanensis |
|  | |
|  | Ansermimimus planinychus |
|  | |
|  | Ornithomimus edmontonicus |
|  | |

|  | Rativates evadens         |
|  |                           |
|  | Struthiomimus altus       |
|  |                           |
|  | Qiupalong henanensis      |
|  |                           |
|  | Ansermimimus planinychus  |
|  |                           |
|  | Ornithomimus edmontonicus |
|  |                           |